# Manurewa AFC
Der Manurewa Association Football Club ist ein neuseeländischer Fußballklub aus dem Vorort Manurewa von Auckland.

## Geschichte
Der Klub wurde im Jahr 1929 als Fusion der Klubs Tramways (Gewinner des Chatham Cup 1929) und einem weiteren Klub mit dem Namen Manurewa gegründet. Als neuer Name wurde erst das Kofferwort Tramurewa benutzt. Unter diesen Namen gewann man dann auch den Chatham Cup 1931. Im Jahr 1959 berief man sich dann auf den alten und bis heute genutzten Namen Manurewa AFC.
Nachdem man Ende der 1960er in die Division 1 aufstieg, schaffte man nach einer weiteren kurzen Phase in der Division 2 auch zur Saison 1979 den Sprung in die National Soccer League. Zuvor gewann man im Jahr 1978 auch noch einmal den Chatham Cup. Hier spielte man gleich in der oberen Riege mit, musste nach zwei Spielzeiten aber etwas ablassen. Jedoch gelang es dann in der Saison 1983 sich als Meister zu krönen. Dies gelang danach aber nicht noch ein zweites Mal und man fiel ins Mittelfeld zurück. Immerhin gelang es in der Saison 1984 noch einmal den Chatham Cup zu gewinnen.
Von 1993 bis 1996 war man dann auch noch in der Superclub League vertreten, verließ hier aber auch nie das Mittelfeld. So ging man zur Saison 1997 auch wieder zurück in die Division 1 und rutschte hiervon bis zur Saison 2002 sogar runter bis in die Division 3. Aus dieser konnte man sich mittelfristig aber wieder nach oben befördern und schaffte nach dem Wiederaufstieg in die Division 1 zur Saison 2008 auch gleich den Durchmarsch von dort bis in die Premier League. Nach einer Neueinteilung der Ligen gleich in der Saison 2010 ging man jedoch wieder runter und spielte so in der Runde 2011 erst einmal wieder in der Division 1. Danach gelang es über den zweiten Platz aber wieder in die Premier League zurückzukehren, zumindest für zwei Jahre. Seitdem ist der Klub hauptsächlich in der Division 1 unterwegs, auch wenn man in der Saison 2019 mal in der Division 2 spielte und in der Spielzeit 2017 auch in der Premier League.
Durch einen 2. Platz am Ende der Saison 2022 in der Division 1, gelang es wieder in die nun Northern League heißende Premier League aufzusteigen. Damit spielt man in der Saison 2023 auch erstmals im System der wiedereingeführten National League.

## Erfolge
- Chatham Cup
  - Gewinner: 1929 (als Tramways), 1931 (als Tramurewa), 1978, 1984
- National Soccer League
  - Meister: 1983